# Vulgichneumon bimaculatus
Vulgichneumon bimaculatus är en stekelart som först beskrevs av Franz Paula von Schrank 1776.  Vulgichneumon bimaculatus ingår i släktet Vulgichneumon och familjen brokparasitsteklar. Arten är reproducerande i Sverige. Inga underarter finns listade i Catalogue of Life.